# Guy Corneau
Œuvres principales
- Père manquant, fils manqué
- L’amour en guerre
- N’y a-t-il pas d’amour heureux
- La guérison du cœur
- Le Meilleur de Soi

Compléments
Guy Corneau, né le 13 janvier 1951 à Chicoutimi et mort le 5 janvier 2017, à Montréal, à l'âge de 65 ans, est un analyste jungien et écrivain canadien.

## Biographie
Guy Corneau est le fils d’Alcide Corneau, détaillant en quincaillerie et sculpteur autodidacte à la fin de sa vie, et de Cécile Vaillancourt, et le frère de la peintre Corno, pseudonyme de Joanne Corneau, morte le 21 décembre 2016 au Mexique à l'âge de 64 ans ; il est le père de cœur de Nicolas, né en 2011,,. Guy Corneau a appris que Nicolas n'était pas son fils biologique mais a continué à s'en occuper comme tel et à le chérir comme son « fils de cœur ».
Guy Corneau est détenteur d'un bac spécialisé en communication du Collège Loyola de Montréal (1972). Il agit au double titre de comédien et auteur (1973 à 1977) au sein d’une compagnie de création, Organisation Ô, dont il est cofondateur et où il propose un théâtre « qui n’est pas d’action mais d’états mentaux ,». Il retourne aux études et obtient une maîtrise en éducation de l'Université de Montréal (1976). Il est diplômé en psychologie analytique de l'Institut de psychologie analytique Carl Gustav Jung de Zurich (1981), et pratique l'analyse en cabinet privé pendant une douzaine d’années. Il est membre adhérent de l'Association des psychanalystes jungiens du Québec (APJQ), de L'Inter-régional Association for Jungian Analysts (I-RSJA) et de l’Association internationale de psychologie analytique (AIPA).
En 1993, il crée des groupes de parole et d'écoute et lance, avec d'autres hommes, le Réseau Hommes Québec puis le Réseau Femmes Québec.
En 1997, il fonde l'association Productions Cœur.com en partenariat avec Régine Parez-Hermand secrétaire générale de l'Ecole Des Parents et Educateurs (EPE) à Bruxelles.
Productionscoeur.com a pour particularité de réunir des artistes et des thérapeutes choisis par Guy Corneau afin « d'allier la compréhension psychologique et l'expression créatrice dans une perspective d'ouverture du cœur ». Il collabore avec Thomas d'Ansembourg, Victoire Theismann, ou Danièle Proulx. De grands ateliers sont créés et permettent à des centaines de participants d'explorer de grands mythes ayant trait à des thèmes de société actualisés. On y retrouvera, entre autres, « Perceval-la quête du héros », « la jeune fille aux mains coupées », « Isis et Osiris », « Innana » -la déesse sumérienne de l'amour et patronne des psychothérapeutes, etc.
Concomitamment, il se consacre à l'écriture et donne des conférences. Il intervient comme animateur et spécialiste à la radio et la télévision au Canal Vie, ; ainsi qu'à Télé-Québec où avec Janette Bertrand, il coanime une série sur la psychologie masculine ; il écrit plusieurs essais et ouvrages de psychologie populaire, des pièces de théâtre ; il a par ailleurs publié des chroniques dans des journaux et magazines, dont Psychologies Magazine, Guide Ressources et le Journal de Montréal, et sur Internet,,. Il anime des séjours notamment au Sahara pour des hommes dans un premier temps puis, au printemps 1997, pour des groupes mixtes, en collaboration avec Hubert Reeves.
En 2007, il est atteint d'un cancer de stade IV dont il se remettra. Ce sera l'objet de son livre Revivre.
En 2013, il participe au Forum Étudiant de Psychologie à Trois-Rivières (FEPTR) en tant qu'invité pour parler avec les étudiants de psychologie à propos du thème des différences entre hommes et femmes.
Guy Corneau fait le tour du monde en tant que conférencier. Il participe également à plusieurs voyages et croisières, dont en Islande, en Nouvelle-Zélande, en Grèce et plusieurs autres pays.
En 2015, Guy Corneau renoue avec ses premières amours : le théâtre. L'Amour dans tous ses états, pièce co-écrite avec l'actrice québécoise Danielle Proulx et l'actrice française Camille Bardery, mise en scène par Victoire Theismann, est jouée respectivement au théâtre des feux de la Rampe puis à la Gaité Montparnasse en 2016. Après sa mort, la pièce reprend en janvier 2017, au Splendid avec Eric Aubrahn dans le rôle du psy en alternance avec l'auteur-conférencier Thomas d'Ansembourg. En 2018, quelques représentations seront données en Europe avec Thomas D'ansembourg et Marie-Lise Labonté en alternance dans le rôle du psy.
Il meurt le 5 janvier 2017 à Montréal d'une maladie auto-immune.
Selon l'avis de décès diffusé sur son site web officiel, Guy Corneau, avant sa mort, était à l'écriture d'un livre nommé : Un message d’amour, Mieux s’aimer pour aimer mieux.

## Distinctions
- 2004 et 2007 :  prix des lecteurs du salon du livre du Saguenay-Lac-Saint-Jean.
- 2012 :  Membre de l'Ordre du Canada[26],[27]

## Ouvrages (sélection)
- Père manquant, fils manqué, Éditions de l'Homme, 1989
- Guy Corneau, Hubert Reeves, Albert Jacquard, Comme un cri du cœur (collectif), Éditions l'Essentiel, 1992
- L'Amour en guerre, Éditions de l'Homme, 1996
- N’y a-t-il pas d'amour heureux ?, Robert Laffont, 1997
- La Guérison du cœur, Robert Laffont, 2000, Éditions de l'Homme, 2000
- Victime des autres, bourreau de soi-même, Robert Laffont, 2003
- Guy Corneau, Le Meilleur de soi, Paris, Robert Laffont, coll. « Réponses », 2007, 47299/01 éd., 313 p. (ISBN 978-2-221-10459-0)
- Revivre !, Éditions de l'Homme, 2011
- Guy Corneau, Mieux s'aimer pour aimer mieux, Edito, 2018, 244 p. (ISBN 9782924720554) , Ouvrage posthume

## Théâtre
- Elle et lui dans de beaux draps[28], Marseille au Quai du Rire / Le Flibustier, Aix-en-Provence, 2008

- L'Amour dans tous ses états[29], Paris, 2016-2017